# Aghin
Aghin (en arménien Աղին) est une communauté rurale du marz de Shirak en Arménie. Comprenant également la localité d'Aghin kayaran, elle compte 510 habitants en 2008.